# Marián Kacíř
Marián Kacíř (ur. 29 września 1974 w Hodonínie) – czeski hokeista, reprezentant Czech.

## Kariera klubowa
- Owen Sound Platers (1992–1994)
- Charlotte Checkers (1994)
- Chicago Wolves (1994–1995)
- Nashville Knights (1995–1996)
- Atlanta Knights (1996)
- Wheeling Nailers (1996–1997)
- Adirondack Red Wings (1997)
- HC Oceláři Trzyniec (1996–1997)
- Slavia Praga (1997–1998)
- HC Litvínov (1998–1999)
- Moskitos Essen (1999–2000)
- Tampereen Ilves (2000)
- IF Björklöven (2000–2001)
- Frölunda HC (2001–2002)
- HC Litvínov (2002)
- HC Vsetín (2002–2003)
- Hvezda Brno (2002)
- HC Litvínov (2003–2004)
- Havířov Panthers (2003)
- HC Hradec Králové (2004–2005)
- Podhale Nowy Targ (2005–2008)
- TKH Toruń (2008)
- Podhale Nowy Targ (2008–2009)
- Naprzód Janów (2009–2010)
- HC Merano (2010–2011)
- EC Kitzbühel (2011–2013)
- HK Nový Jičín (2013-2015)

W barwach kadry Czechosłowacji uczestniczył w turnieju mistrzostw Europy juniorów do lat 18 edycji 1992, na których rozegrał 6 spotkań, strzelił 6 bramek i zaliczył 4 asysty. W seniorskiej reprezentacji Czech rozegrał 17 spotkań i strzelił trzy gole. Zagrał na turnieju mistrzostw świata edycji 1998.

## Sukcesy
Reprezentacyjne
- Brązowy medal mistrzostw świata: 1998

Klubowe
- Złoty medal mistrzostw Polski: 2007 z Podhalem Nowy Targ

Indywidualne
- Mistrzostwa Europy juniorów do lat 18 w hokeju na lodzie 1992:
  - Czwarte miejsce w klasyfikacji strzelców turnieju: 6 goli
  - Czwarte miejsce w klasyfikacji kanadyjskiej turnieju: 10 punktów[1]